# Квітень 2022
Квітень 2022 — четвертий місяць 2022 року, що розпочався у п'ятницю 1 квітня та закінчився у суботу 30 квітня.

## Події
- 2 квітня — Після звільнення міста Буча від російських окупаційних військ українська влада виявила численні жертви катувань та вбивств цивільного населення окупантами.[1].
- 6 квітня — Сенат США схвалив законопроєкт про відновлення програми ленд-лізу для швидшого постачання озброєнь Україні.
- 7 квітня — Генасамблея ООН призупинила членство Росії у Раді ООН з прав людини через повномасштабну війну в Україні.[2].
- 9 квітня, неділя — Вхід Господній в Єрусалим (Вербна неділя), двонадесяте перехідне релігійне свято.
- 14 квітня — Внаслідок ураження українськими ракетами Р-360 «Нептун» затонув флагман Чорноморського флоту ВМФ Росії ракетний крейсер «Москва», що стало найбільшою бойовою втратою в історії флоту Російської Федерації
- 24 квітня, неділя — Пасха Христова — Великдень, вихідний день в Україні.
- 26 квітня — У Києві під Аркою дружби народів демонтують бронзову скульптуру двох робітників, встановлену "на ознаменування возз'єднання України з Росією".[3].
- 27 квітня, четвер — День Катастрофи і героїзму європейського єврейства, відомий як Йом га-Шоа[4].
- 28 квітня — Палата представників ухвалила закон про відновлення програми ленд-лізу для швидшого постачання Україні необхідної допомоги, зокрема, озброєнь